# UCI America Tour 2017
Die UCI America Tour 2017 ist die 13. Austragung des zur Saison 2005 vom Weltradsportverband UCI eingeführten amerikanischen Straßenradsport-Kalenders unterhalb der UCI WorldTour, der zu den UCI Continental Circuits für Männer gehört.
Die Eintagesrennen und Etappenrennen der UCI America Tour sind in drei UCI-Kategorien (HC, 1 und 2) eingeteilt. Bei jedem Rennen werden Punkte für eine Gesamtwertung der Fahrer, Mannschaften und Nationen vergeben. An der Mannschaftswertung nehmen die Professional Continental Teams und die Continental Teams teil, nicht jedoch die startenden UCI WorldTeams. An der Nationenwertung nehmen nur die Nationen des Kontinents teil, gezählt werden aber die Ergebnisse aller Circuits.

Zu den Regeln der einzelnen Ranglisten: 

## Oktober
| Datum  | Rennen             | Kat. | Sieger           | Team                |
| ------ | ------------------ | ---- | ---------------- | ------------------- |
| 24.–1. | Vuelta a Guatemala | 2.2  | Roman Villalobos | Canel’s Specialized |

## Dezember
| Datum   | Rennen              | Kat. | Sieger        | Team                                              |
| ------- | ------------------- | ---- | ------------- | ------------------------------------------------- |
| 11.     | Grand Prix San José | 1.2  | Pablo Alarcon | Canel’s Specialized                               |
| 13.–25. | Vuelta a Costa Rica | 2.2  | Cesar Rojas   | Frijoles Tierniticos - Arroz Halcón - Specialized |

## Januar
| Datum   | Rennen                          | Kat. | Sieger           | Team                     |
| ------- | ------------------------------- | ---- | ---------------- | ------------------------ |
| 13.–22. | Vuelta al Táchira               | 2.2  | Yonathan Salinas | Kino Táchira Royal Bikes |
| 23.–29. | Vuelta a San Juan Internacional | 2.1  | Bauke Mollema    | Trek-Segafredo           |

## Februar
| Datum  | Rennen                             | Kat. | Sieger         | Team              |
| ------ | ---------------------------------- | ---- | -------------- | ----------------- |
| 26.–5. | Vuelta a la Independencia Nacional | 2.2  | Ismael Sánchez | Aero Cycling Team |

## März
| Datum  | Rennen                | Kat. | Sieger          | Team                          |
| ------ | --------------------- | ---- | --------------- | ----------------------------- |
| 30.–2. | Joe Martin Stage Race | 2.2  | Robin Carpenter | Holowesko-Citadel Racing Team |

## April
| Datum   | Rennen                      | Kat. | Sieger        | Team                         |
| ------- | --------------------------- | ---- | ------------- | ---------------------------- |
| 7.–16.  | Vuelta Ciclista del Uruguay | 2.2  | Magno Nazaret | Soul Brasil Pro Cycling Team |
| 19.–23. | Tour of the Gila            | 2.2  | Evan Huffman  | Rally Cycling                |

## Mai
| Datum | Rennen                                     | Kat. | Sieger              | Team                          |
| ----- | ------------------------------------------ | ---- | ------------------- | ----------------------------- |
| 5.    | Panamerikameisterschaft - Einzelzeitfahren | CC   | José Luis Rodríguez | Chile                         |
| 7.    | Panamerikameisterschaft - Straßenrennen    | CC   | Nelson Andres Soto  | Kolumbien                     |
| 29.   | Winston-Salem Cycling Classic              | 1.1  | Robin Carpenter     | Holowesko-Citadel Racing Team |

## Juni
| Datum   | Rennen                          | Kat. | Sieger        | Team                          |
| ------- | ------------------------------- | ---- | ------------- | ----------------------------- |
| 8.–11.  | Grand Prix Cycliste de Saguenay | 2.2  | Steve Fisher  | Canyon Bicycles               |
| 15.–18. | Tour de Beauce                  | 2.2  | Andzs Flaksis | Holowesko-Citadel Racing Team |

## Juli
| Datum   | Rennen                       | Kat. | Sieger                   | Team                          |
| ------- | ---------------------------- | ---- | ------------------------ | ----------------------------- |
| 9.      | White Spot / Delta Road Race | 1.2  | John Murphy              | Holowesko-Citadel Racing Team |
| 19.–23. | Cascade Cycling Classic      | 2.2  | Robin Carpenter          | Holowesko-Citadel Racing Team |
| 29.–6.  | Tour de la Guadeloupe        | 2.2  | Sébastien Fournet-Fayard |                               |
| 31.–6.  | Tour of Utah                 | 2.HC | Rob Britton              | Rally Cycling                 |

## August
| Datum   | Rennen            | Kat. | Sieger          | Team                 |
| ------- | ----------------- | ---- | --------------- | -------------------- |
| 1.–13.  | Vuelta a Colombia | 2.2  | Aristobulo Cala | Bicicletas Strongman |
| 10.–13. | Colorado Classic  | 2.HC | Manuel Senni    | BMC Racing Team      |

## September
| Datum | Rennen          | Kat. | Sieger       | Team          |
| ----- | --------------- | ---- | ------------ | ------------- |
| 1.–4. | Tour of Alberta | 2.1  | Evan Huffman | Rally Cycling |

## Oktober
| Datum   | Rennen                   | Kat. | Sieger                | Team           |
| ------- | ------------------------ | ---- | --------------------- | -------------- |
| 1.      | Tobago Cycling Classic   | 1.2  | Peter Schulting       |                |
| 11.–15. | Vuelta Ciclista de Chile | 2.2  | Cesar Nicolas Paredes | Medellin-Inder |

## Gesamtwertung
(Endstand: 15. Oktober 2017)
| Platz | Fahrer          |                    | Team | Punkte |
| ----- | --------------- | ------------------ | ---- | ------ |
| 1.    | Serghei Țvetcov | Rumänien           | JBC  | 361    |
| 2.    | Rob Britton     | Kanada             | RLY  | 340    |
| 3.    | Nelson Soto     | Kolumbien          | ECZ  | 275    |
| 4.    | Alex Howes      | Vereinigte Staaten | CDT  | 259    |
| 5.    | Robin Carpenter | Vereinigte Staaten | HCR  | 253    |

| Platz | Team                                       |                    | Punkte |
| ----- | ------------------------------------------ | ------------------ | ------ |
| 1.    | Rally Cycling                              | Vereinigte Staaten | 1089   |
| 2.    | Holowesko-Citadel Racing Team              | Vereinigte Staaten | 689    |
| 3.    | UnitedHealthcare Professional Cycling Team | Vereinigte Staaten | 566    |
| 4.    | Jelly Belly-Maxxis                         | Vereinigte Staaten | 436    |
| 5.    | Coldeportes-Zenú                           | Kolumbien          | 428    |

| Platz | Nation             | Punkte |
| ----- | ------------------ | ------ |
| 1.    | Kolumbien          | 3455   |
| 2.    | Vereinigte Staaten | 2089   |
| 3.    | Kanada             | 1213   |
| 4.    | Venezuela          | 860    |
| 5.    | Argentinien        | 715    |